# Bolscheochtinski-Brücke
Die Bolscheochtinski-Brücke (russisch Большеохтинский мост Bolscheochtinski most, deutsch ‚Groß-Ochta-Brücke‘) überquert die Newa in Sankt Petersburg. Die Bogenbrücke verbindet das Stadtzentrum mit dem Stadtteil Ochta, nach dem sie benannt ist.
Am 26. Juni 1909, dem 200-sten Jahrestag der Schlacht von Poltawa, wurde mit dem Bau der Brücke begonnen, an dem Nikolai Belelubsky, Grigori Kriwoschein, Leonti Benois und Wladimir  Apyschkow beteiligt waren. Sie erhielt den Namen „Brücke des Zaren Peter der Große“ («мост Императора Петра Великого»). Am 26. Oktober 1911 wurde die Brücke für den Verkehr freigegeben. Nach der Revolution wurde die Brücke in Bolscheochtenski (Большеохтенский), 1954 orthografisch korrekt in Bolscheochtinski-Brücke (Большеохтинский) umbenannt.

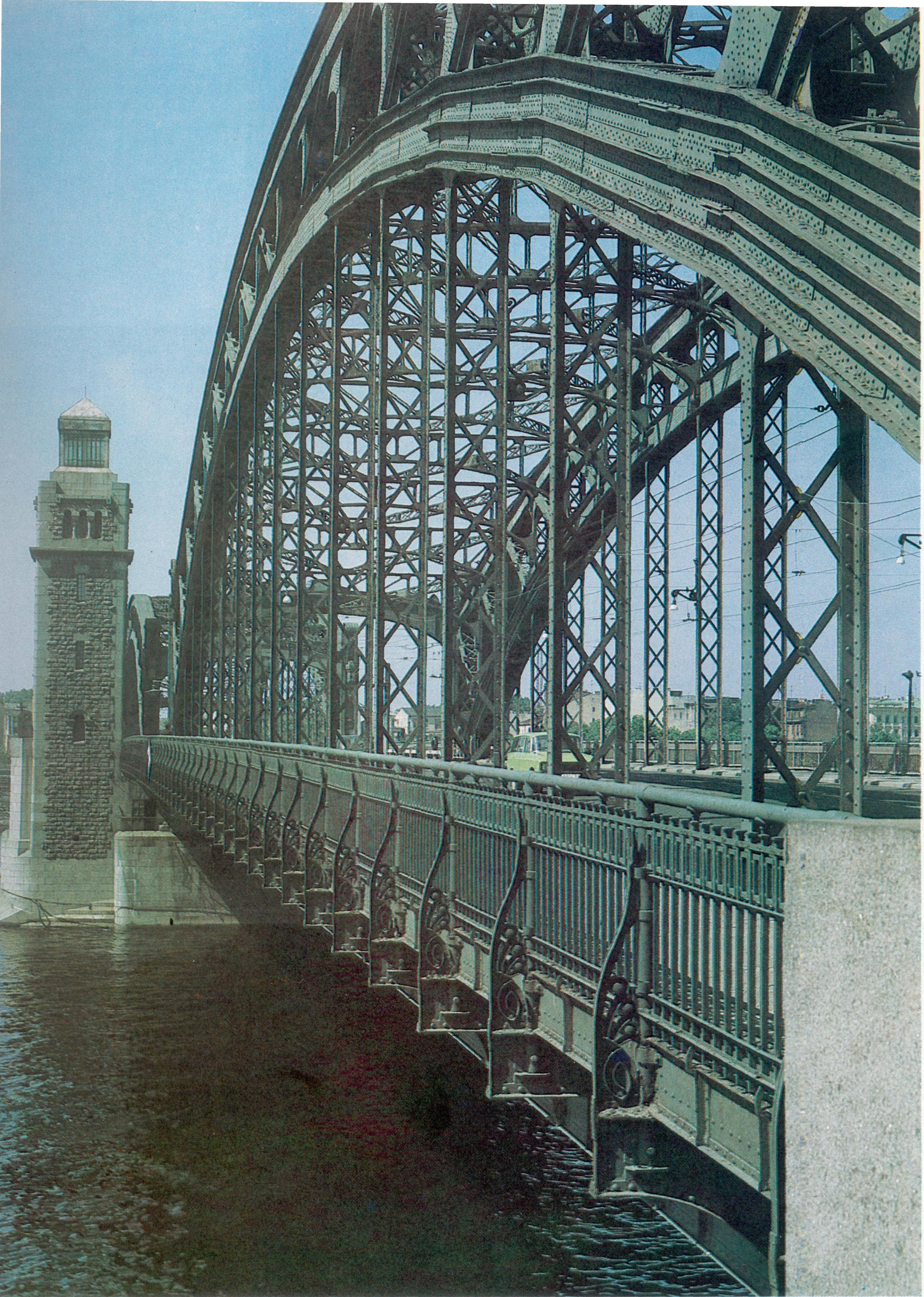
Bolscheochtinski-Brücke